# USS LST-831
O USS LST-831 foi um navio de guerra norte-americano da classe LST que operou durante a Segunda Guerra Mundial.